# سبيراتيس
بلدية سوبيراتس (بالكاتالانية: Subirats) هي إحدى بلديات مقاطعة برشلونة، والتي تقع في منطقة كاتالونيا، شرق إسبانيا.
يبلغ عدد سكانها 3.008 نسمة وفقاً لإحصائية سنة (2007).

## أعلام
- ريموندو مارتيني